# Dedan Kimathi Wachiuri

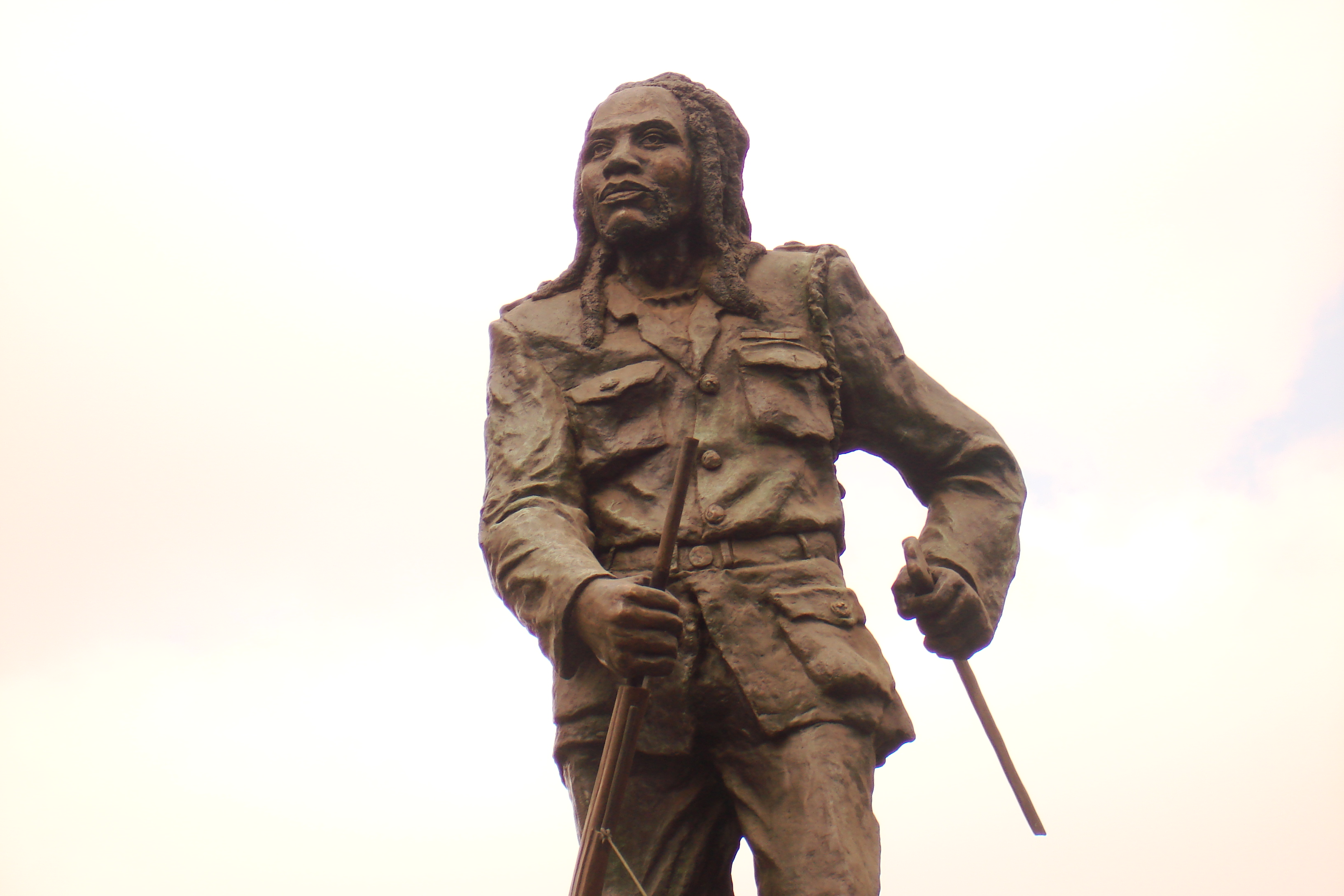
Staty av Kimathi i Nairobi.

Dedan Kimathi Wachiuri (kikuyu: Kimathi wa Wachiuri; i äldre europeiska källor ibland Waciuri m.fl. stavningar), född 31 oktober 1920 i Thegenge i Nyeri, död (avrättad) 18 februari 1957 i Nairobi, var en kenyansk motståndsman och gerillaledare i Mau-Mau-rörelsen.
Kimathi var en av Mau-Mau-rörelsens främsta förgrundsfigurer under det blodiga motståndet mot den brittiska kolonialmakten, då 20 000 Mau-Mau-rebeller och 200 brittiska soldater, samt omkring 1 000 misstänkta Mau-Mau-sympatisörer hängdes och 23 vita bosättare dödades. Han titulerades fältmarskalk av sina anhängare och var stämplad som terrorist av de brittiska myndigheterna.

## Uppväxt
Kimathi föddes i byn Thegenge nära Tetu i Nyeri i Centralprovinsen 1920, samma år som Brittiska Östafrika omvandlades till kolonin Kenya, och samma år som det första egentliga motståndet mot britterna formerades. Han var ett av fem barn i familjen, men hans mors exmake hade haft tre fruar, så den utökade familjen var stor. Han gick i skolan (primary school) och lärde sig engelska. Det sägs att han tjänade ihop pengar till skolavgiften genom att undervisa för andra barn på kvällarna vad han själv lärt sig i skolan på dagarna i utbyte mot småvaror, som han sedan sålde på marknaden. Han hade senare extrajobb med att plocka fröer åt skogministeriet. Kimathi var sedan uppväxten djupt kristen.
1941 tog han värvning i den brittiska armén, men stängdes av 1944 för dåligt uppförande. 1946 gick han med i Kenya African Union. Mellan 1949 och 1951 arbetade han som lärare i sin hemby. Under den här perioden började han också engagera sig politiskt.

## Mau-Mau-rörelsen
Kimathi svor trohetseden till den bannlysta Mau-Mau-rörelsen 1950, och blev därmed en brottsling i kolonialmaktens ögon. Han gick också med i Kikuyu Central Associations militära gren. 1952 arresterades han, men fick hjälp av lokal polis att rymma. Året därpå organiserade han Kenya Defence Council, som för första gången samlade allt väpnat, underjordiskt motstånd under ett befäl.
Kimathi ledde motståndet från Mauskogen och andra otillgängliga områden till dess han och hans hustru Wambui greps skadeskjutna 1956. Han vårdades på ett sjukhus i Nyeri, där han dömdes till döden av Kenneth O'Connor. Kimathi avrättades genom hängning tidigt på morgonen den 18 februari 1957 på Kamiti Maximum Security Prison. Hans kropp begravdes på en omärkt plats, okänt var.